# Jan Niedziałek

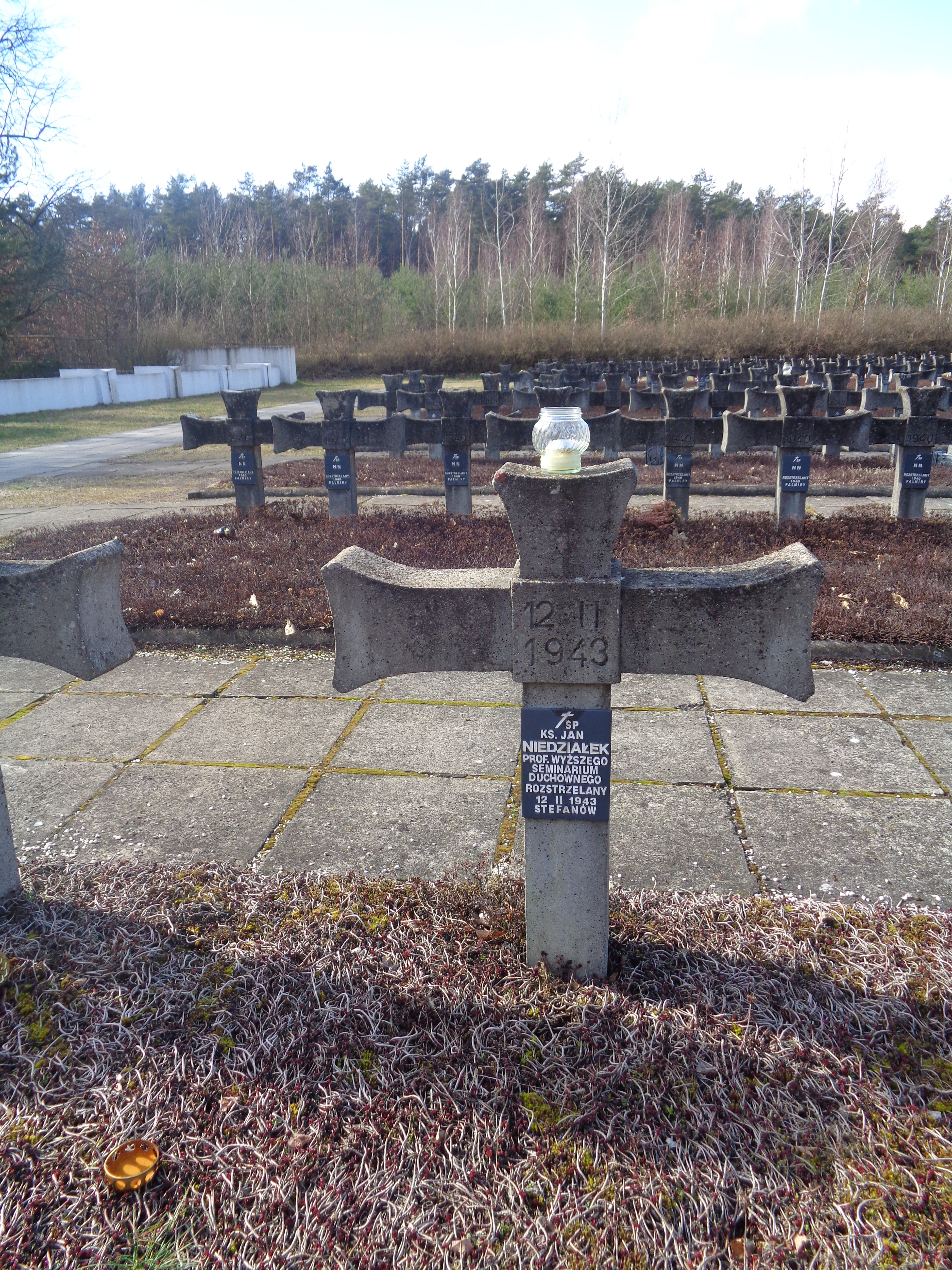
Grób księdza Jana Niedziałka w Palmirach

Jan Niedziałek (ur. 22 grudnia 1907 w Żeliszewie Dużym, stracony 12 lutego 1943 w egzekucji w Lasach Chojnowskich w pobliżu Stefanowa) – ksiądz, profesor Wyższego Seminarium Duchownego w Siedlcach.

## Życiorys
W 1920 rozpoczyna naukę w Kolegium Misyjnym 00. Oblatów w Krotoszynie. W 1922 przenosi się do Lublińca, maturę zdaje w 1925. Po uzyskaniu matury podjął naukę w Seminarium w Janowie Podlaskim. W 1926 po roku nauki, ówczesny biskup podlaski Henryk Przeździecki, skierował Go na studia wyższe do Rzymu. Studia odbył na Papieskim Uniwersytecie Gregoriańskim uzyskując stopień doktora filozofii i teologii. 2 sierpnia 1931 w siedleckiej katedrze otrzymał święcenia kapłańskie. W 1932  został profesorem Seminarium Duchownego w Janowie Podlaskim. Od 27 sierpnia 1935 roku pełni funkcję prefekta seminarium. 19 października 1938 został powołany na stanowisko sędziego synodalnego. 
Po wybuchu II wojny i zamknięciu seminarium w Janowie Jan Niedziałek zostaje skierowany do pracy duszpasterskiej jako wikariusz w parafii Żelechów. 10 lutego 1941 roku biskup Czesław Sokołowski przenosi go do Siedlec 1 marca 1941 powierzając stanowisko profesora w Wyższym Seminarium Duchownym oraz ustanawiając go kapelanem kaplicy Domu Sióstr Pracownic Katolickich. 
Aktywnie włączył się w nurt działalności konspiracyjnej. Do jego zadań należał kolportaż pism wydawanych przez Stronnictwo Narodowe w Siedlcach i powiecie oraz współpraca z AK. Był także konspiracyjnym kapelanem wojskowym Komendy Okręgowej Narodowej Organizacji Wojskowej.
16 stycznia 1943 wracał z Warszawy z rozmów z działaczami konspiracyjnymi. Został aresztowany i przewieziony do siedleckiego więzienia. Po dwóch tygodniach wywieziony do Warszawy i więziony na Pawiaku. Został skazany na śmierć i rozstrzelany w Stefanowie koło Palmir 12 lutego 1943 roku. Pochowano go w zbiorowej mogile na cmentarzu w Palmirach.